# Huawei P9
O Huawei P9 é um smartphone Android de alto nível produzido por Huawei. Foi apresentado em abril de 2016.
É o sucessor do Huawei P8 e guarda quase o mesmo desenho, mas tem mais uma dupla objectiva (cor + monocromo) no parte de trás e um objectiva à frente co-concebidas com Leica. Tem também um sensor de impressões digitais.

## Galeria

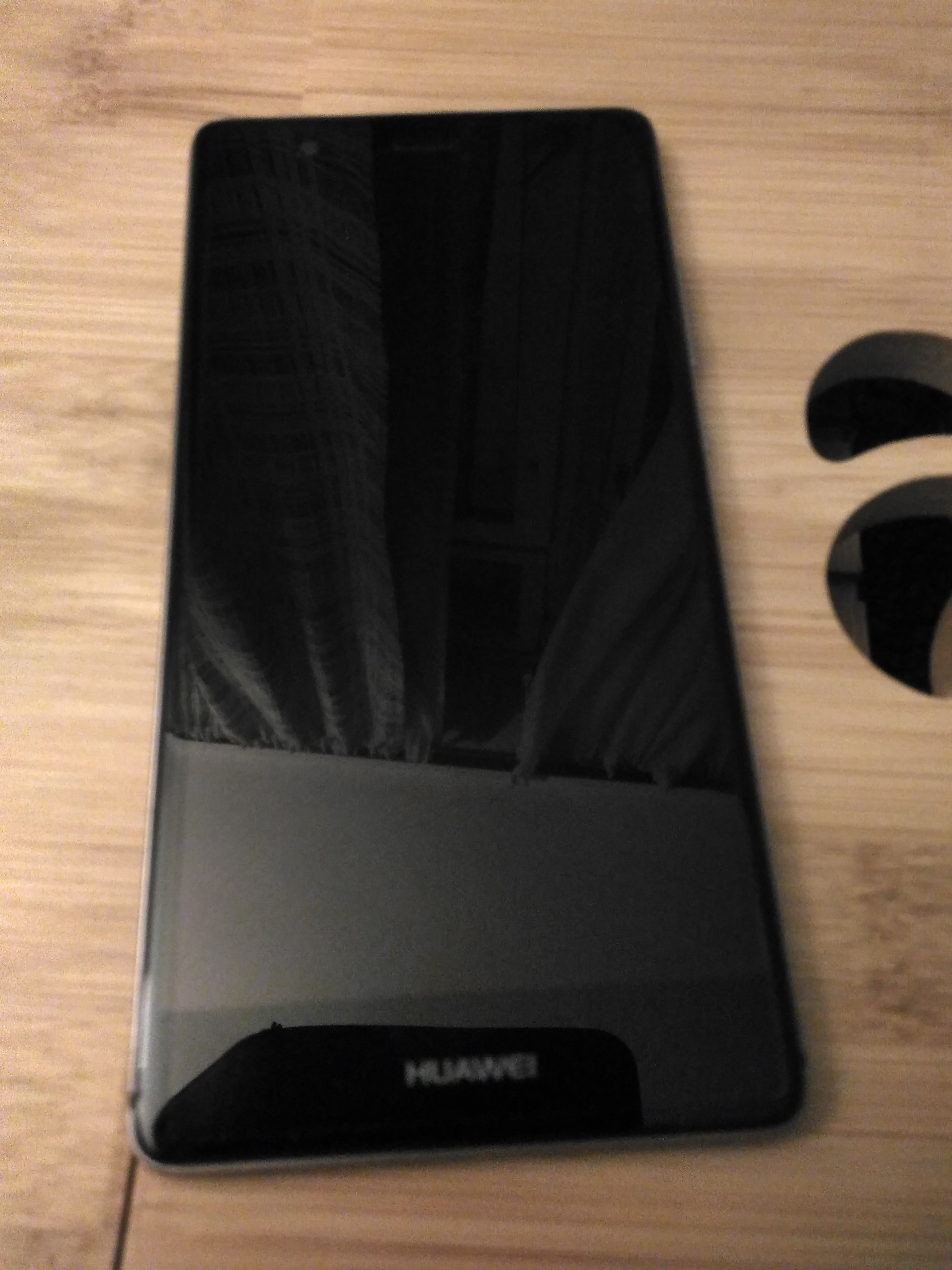
Huawei P9 - frente

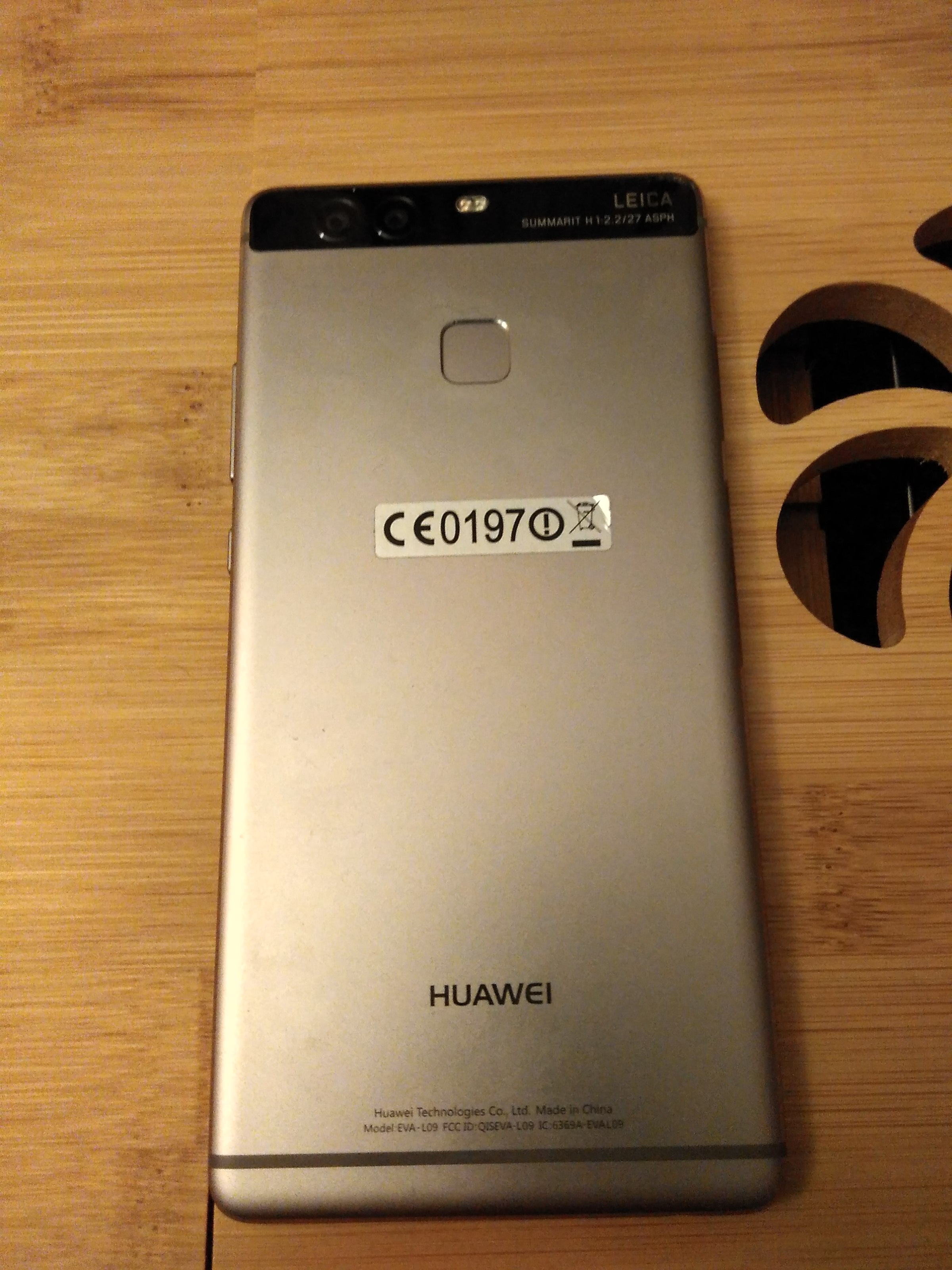
Huawei P9 - traseiro

## Recepção
Certos meios de comunicação têm criticado o facto que o dispositivo seria uma cópia da concepção da iPhone 6, em relação com a utilização das parafusos pentalobes.